# Heinrich von Trott zu Solz
Hans Heinrich Siegfried von Trott zu Solz (* 16. Mai 1918 in Kassel; † 14. Oktober 2009 in Nentershausen) war ein deutscher Offizier und Forstwissenschaftler.

## Leben
Heinrich war der jüngste Sohn des königlich preußischen Staatsministers August von Trott zu Solz (1855–1938) und der Eleonore von Schweinitz (1875–1948). Nach dem Studium der Forstwirtschaft diente er als aktiver Offizier im Zweiten Weltkrieg. 1944 desertierte er, unwissentlich am gleichen Tag, an dem sein Bruder Adam von Trott zu Solz als Widerstandskämpfer gegen das NS-Regime hingerichtet wurde. Nach dem Krieg betrieb er bis 1977 ein Sägewerk und war als Forstwirt tätig.
Um seine Erfahrungen aufzuarbeiten, pflegte er intensive Kontakte etwa zu Reinhold Schneider oder Ludwig von Ficker, dem Herausgeber der Kultur-Zeitschrift „Der Brenner“. Zudem stellte er sich gerne als Zeitzeuge Schülern zur Verfügung.
Nach seinem Tod wurde sein Leichnam auf dem Familienfriedhof in Imshausen beigesetzt.

## Familie
Er heiratete am 28. März 1949 in Nentershausen Elisabeth Kollmann (* 7. Februar 1920). Das Paar hatte folgende Kinder:
- Anna (* 1952)
- Jan (* 1955)
- Levin (* 1961)
- Clemens (* 1965) ⚭ 1992 Gabriele Wetterau (* 1965)

## Biografie
- Michaela Seul: Ein aufrechtes Leben – Heinrich von Trott zu Solz, Herbig, München 2007, ISBN 978-3-7766-2507-3